# László Csatáry
László Csizsik Csatáry hay còn gọi là Laszlo Csatary (5 tháng 3 năm 1915 – 10 tháng 8 năm 2013), là tội phạm Đức Quốc xã khét tiếng. Vào năm 2012, tên của ông đã được bổ sung vào danh sách của Trung tâm Simon Wiesenthal về tội phạm chiến tranh thời Đức Quốc xã bị truy nã nhất.
Năm 1944, Csizsik-Csatáry là sĩ quan cao cấp thuộc Cảnh sát Hoàng gia Hungary, chỉ huy trong thành phố Kassa ở Hungary nay thuộc Slovakia. Ông đã giúp tổ chức việc trục xuất khoảng 15.700 người Do Thái đến Auschwitz để cho Đức Quốc xã thảm sát họ. Ông cũng bị buộc tội vô nhân đạo thực hiện thẩm quyền của mình trong một trại lao động cưỡng bức. Csatáry also brutalize the inhabitants of the city.
Ông đã bị kết án vắng mặt là tội phạm chiến tranh tại Tiệp Khắc vào năm 1948 và bị kết án tử hình. Ông đã trốn sang Canada vào năm 1949 nơi hắn ta hành nghề buôn bán tác phẩm nghệ thuật tại Montreal và Toronto cho đến khi biến mất vào năm 1997 sau khi bị tước quyền công dân.
Csatary đã chạy đến Budapest, nơi hắn sống an nhàn cho đến khi Trung tâm Simon Wiesenthal báo động với nhà chức trách Hungary vào năm ngoái và bị nhà chức trách ở đây bắt giam vào ngày 18.7.2012.